# Il Lampione

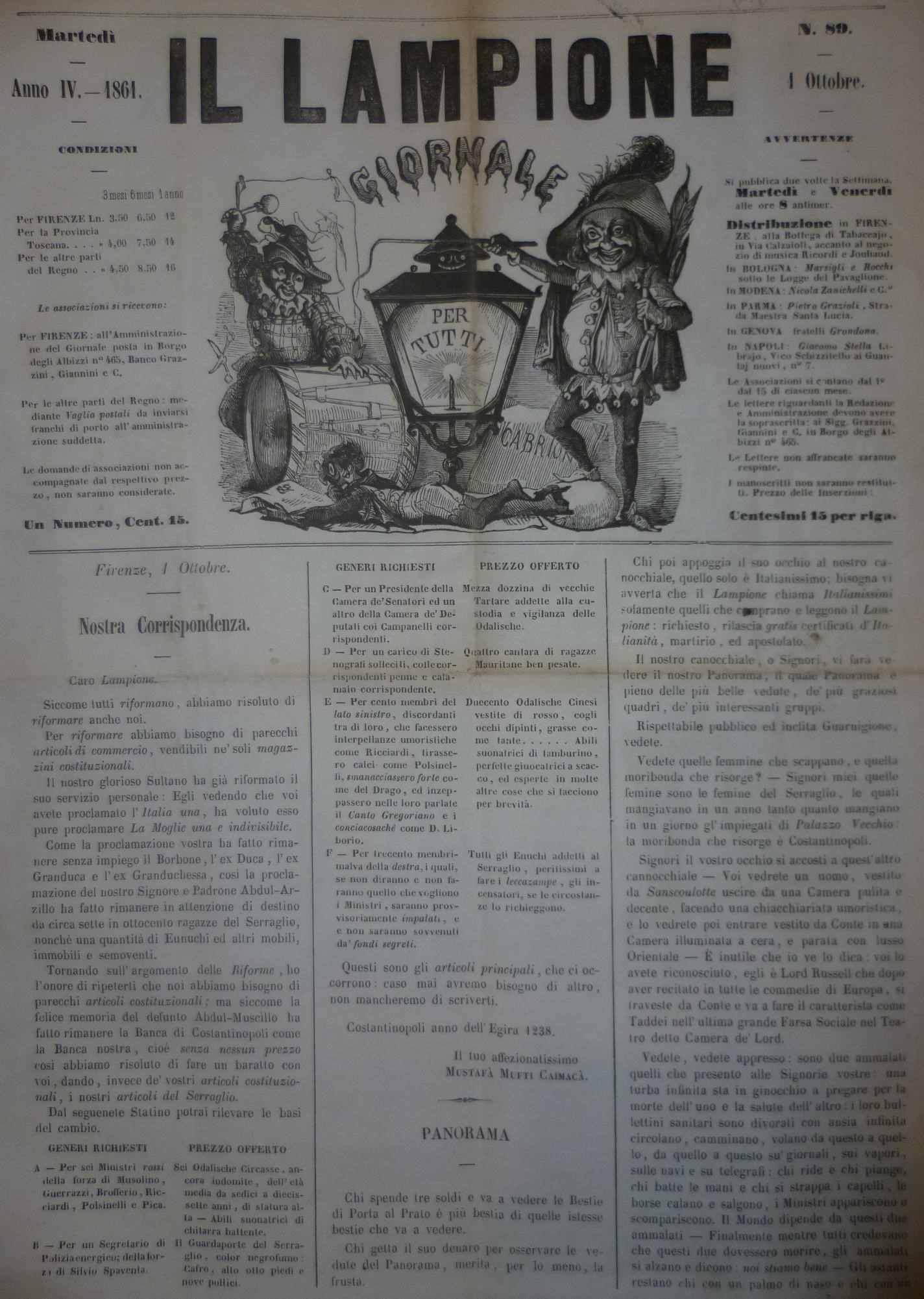
La prima pagina del quotidiano il Lampione del 1º ottobre 1864

Il Lampione fu un quotidiano satirico fondato a Firenze da Carlo Lorenzini (più noto con lo pseudonimo di Collodi) insieme a Paolo Lorenzini, Pilade Tosi e Alessandro Ademollo. Fu pubblicato per alcuni mesi tra il 1848 e il 1849 e successivamente, con varie interruzioni, dal 1860 al 1877.

## Storia
Il decreto sulla libertà di stampa del 6 maggio 1847 aveva consentito la pubblicazione di quotidiani indipendenti. «Il Lampione» uscì con il sottotitolo “Giornale per tutti” . Si presentò come giornale popolare, radicale, patriottico («Il nostro programma è l'Italia libera, una, indipendente») che mescolava satira, umorismo, cronaca, notizie. Utilizzava un linguaggio comprensibile e concreto con l'intento di «far luce fra coloro che brancolano nelle tenebre».
L'illustrazione della testata era realizzata da Cabrion, pseudonimo di Nicola Sanesi. La rivista era stampata nella tipografia Le Monnier.
La prima serie della rivista ebbe vita breve. Collodi fu costretto a chiudere Il Lampione nell'aprile 1849, dopo la cacciata di Domenico Guerrazzi da parte dei sostenitori di Leopoldo II. La prima serie era stata pubblicata dal 13 luglio 1848 sino all'11 aprile 1849, per un totale di 222 numeri.
Undici anni dopo, nel 1860, la rivista riprese le pubblicazioni, con una nuova testata, sempre di Cabrion, e un editoriale di Collodi, che cominciava con le parole «Ripigliando il filo del nostro discorso...». Con il numero 68 della nuova serie cominciò a collaborare con la rivista Adolfo Matarelli (con lo pseudonimo Mata).
Nel 1861 Angiolino Dolfi subentrò a Collodi alla direzione.
Il Lampione sospese le pubblicazioni nel 1865, ma le riprese l'anno seguente sotto la direzione dello scrittore, caricaturista e deputato torinese Alessandro Allis (Silla), affiancato da David Rubens Segre (Brandano II). A Torino Silla aveva collaborato con Il Fischietto, Il Pasquino e Il Buonumore.
Nel 1868 la rivista sospese di nuovo le pubblicazioni e le riprese l'anno successivo, fino al 1877. In quest'ultima serie collaborarono alla rivista Angiolo Tricca, Telemaco Signorini, Leopoldo Cipriani (Morvidino) e Gabriele Castagnola.